# كامييرس (باد كاليه)
كامييرس، باد كاليه (بالفرنسية: Camiers)‏ هي بلدية تقع في إقليم باد كاليه من منطقة نور با دو كاليه في شمال فرنسا. تبلغ مساحة هذه المدينة 16.13 (كم²)، وترتفع عن سطح البحر 23 م، يبلغ عدد سكانها 2252 نسمة حسب إحصاء المعهد الوطني للإحصاء والدراسات الاقتصادية سنة 2009 م. وترأس البلدية خلال فترة (2008-2014).